# Загибель богів (опера)
«Загибель богів» (нім. Götterdämmerung) або «Су́тінки богів» — музична драма (опера) на три дії з прологом Ріхарда Вагнера, що завершує тетралогію «Перстень Нібелунга».

## Історія створення
Лібрето до опери, як і до всього циклу «Перстень Нібелунга» було написане самим Вагнером в Цюриху в 1849-1852 роках. Музика була створена в Мюнхені в 1871—74 роках. Вперше опера була поставлена на першому Байройтському фестивалі 17 серпня 1876 року.
Перша дія «Загибелі Богів» триває близько двох годин без перерви. Опера вважається однією з найважчих у світі, як для оркестру, так і для солістів.

## Дійові особи
ЛюдиЗігфрід (тенор), Гунтер (бас), Гаген (бас), Альберіх (бас), Брунгільда (сопрано), Ґутруна (сопрано), Вальтраута (мецо-сопрано);
Три норниконтральто, мецо-сопрано, сопрано;
Три доньки Рейнудва сопрано і мецо-сопрано.

## Стислий зміст
Час дії міфологічний, місце дії — береги Рейну.

### Пролог
Та ж місцевість, що і наприкінці «Валькірії». Ніч, заграва багаття. Норни прядуть нитку долі. Їм відомо, що Вальгалла згорить у величезному вогнищі. Світає. З гроту виходять Брунгільда і Зігфрід. Герой готується до нових подвигів. Він дарує Брунгільді перстень Нібелунга і прощається з нею (дует «Zu neuen Taten»; «Зійди на землю, о герою мій!»).

### Дія перша
Замок Гібіхунгів неподалік від Рейну. Гунтер і його сестра Гутруна розмовляють зі зведеним братом Гагеном, сином карлика Альберіха. Розмова пробудила в ньому жадобу до скарбів Рейну. Гаген вселяє Гунтеру пристрасть до Брунгільди, замовчуючи про те, що дочка Вотана стала дружиною Зігфріда, і пояснює, що тільки Зігфрід може пройти крізь полум'я, яке охороняє валькірію. Герой приходить у замок, де випиває чарівний напій, приготований Гаґеном, і поринає в забуття. Зігфрід забуває минуле, його охоплює пристрасть до Гутруни. Він просить у Гунтера її руки і отримує відповідь, що спочатку повинен допомогти йому отримати Брунгільду. Зігфрід і Гунтер скріплюють свій договір кров'ю («Die so mit dem Blitz», «Красною кров'ю життєвий жар влив я в це вино»).
До Брунгільди приходить її сестра Вальтрауд, благаючи віддати перстень дочкам Рейну, щоб запобігти загибелі богів («Hore mit Sinn, was ich sage!»; «Вникни, сестро, у розповідь мою скорботну»). Брунгільда відмовляє: ніколи не розлучиться вона з запорукою любові Зігфріда. Збираються хмари. Чути ріг Зігфріда. Він проходить крізь полум'я під виглядом Гунтера (завдяки чарівному шолому). Брунгільда, кинувшись до нього назустріч, з жахом відступає. Після короткої боротьби Зігфрід забирає в неї перстень і веде з собою.

### Дія друга
Берег річки поблизу замку Гунтера, ніч. Карлик Альберіх вселяє сплячому Гагену, що він повинен обманом заволодіти перснем. З'являється Зігфрід, гордий звершень, а трохи згодом — Брунгільда і Гунтер. Гаген сурмить в ріг, скликаючи народ. Готується бенкет («Was tost das Horn?», «Хто в ріг сурмить?»). Гунтер оголошує про два весілля — своє (він одружується з Брунгільдою), а також Зігфріда і Гутруни. Всі помічають пригнічений стан Брунгільди. Вона звинувачує Зігфріда в клятвопорушенні, але герой, який забув про все, байдужий до її закидів («Was muht Brunhildes Blick?»; «Чим збентежений Брунгільди погляд?»). Гаген спонукає Брунгільду до помсти, і вона відкриває йому вразливе місце Зігфріда — це його спина.

### Дія третя
Біля річки Зігфрід зустрічає дочок Рейну. Вони просять героя повернути їм перстень; коли той відмовляється, вони пророкують йому смерть. З полювання повертаються Гунтер і Гаген, який пропонує Зигфріду напій, що повертає пам'ять. Герой згадує своє життя, любов до Брунгільди («Mime hieb ein murrischer Zwerg»; «Жив-був Мімі, балакучий гном»). Коли він повертається до Гагена спиною, той пронизує його списом. Останні слова Зігфріда звернені до коханої («Brunhilde! Heilige Braut!»; «Брунгільдо! Наречена богів!»).
Спускається ніч. Тіло померлого в урочистій процесії переноситься в замок. Гаген і Гунтер сперечаються через перстень. Гаген смертельно ранить Гунтера, але коли намагається зняти з пальця Зігфріда перстень, рука мертвого загрозливо піднімається і Гаген в жаху відступає. Брунгільда, що мучилася докорами совісті, знімає з руки Зігфріда перстень, щоб повернути його дочкам Рейну. Потім, скочивши на коня, вона кидається у вогонь, на якому спалюють тіло Зігфріда, звинувачуючи Вотана в його загибелі («Wie Sonne lauter», «Як сонце ясний милостивий лик»). Вогонь розпалюється, охоплюючи замок. Гаген гине в хвилях Рейну. Вогонь сягає небес, Валгалла палає, боги гинуть у полум'ї. Зло відкуплене. Рейн повертається у свої береги. У його спокійних хвилях пустують русалки, граючись з перснем.